# Maxwell Jacob Friedman
Maxwell Tyler Friedman (nacido el 15 de marzo de 1996), es un luchador profesional estadounidense, que trabaja en All Elite Wrestling (AEW) conocido por el nombre de Maxwell Jacob Friedman o acortada como MJF.También ha trabajado en el circuito independiente y en lo más destacable tuvo apariciones en Combat Zone Wrestling (CZW), Major League Wrestling (MLW) y All Elite Wrestling (AEW).
Friedman ha sido dos veces campeón mundial al ser una vez Campeón Mundial Peso Pesado de CZW y una vez Campeón Mundial de AEW. También fue una vez Campeón Mundial de Peso Medio de la MLW, una vez Campeón Mundial en Parejas de la MLW y una vez Campeón Mundial en Parejas de ROH.

## Carrera

### Major League Wrestling (2017-2020)

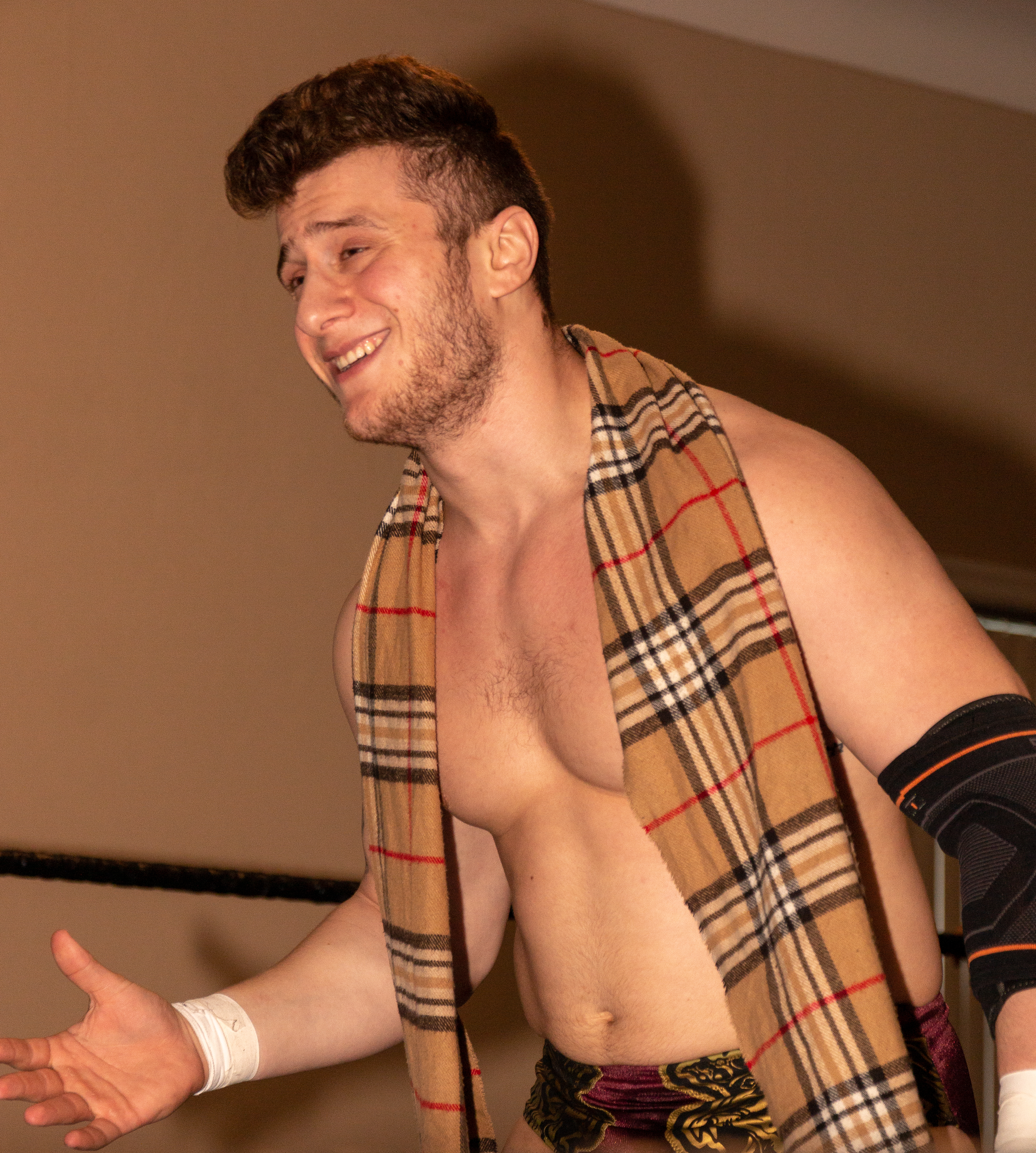
Friedman luchando en el circuito independiente en noviembre de 2018.

Debutando el 5 de octubre de 2017 en MLW One Shot de Major League Wrestling, Friedman derrotó a Jimmy Yuta. Dos meses después, en MLW Never Say Never, Friedman derrotó a Joey Ryan . Regresó el 11 de enero de 2018 a la hora cero de MLW en un partido perdido contra Brody King. El 8 de febrero en el Campeonato Mundial de Peso Medio de la MLW, Friedman ingresó al Torneo de Campeonato Mundial Peso Pesado de MLW , donde fue eliminado en la primera ronda por el luchador británico Jimmy Havoc. Posteriormente, Friedman disfrutó de una racha ganadora, comenzando en las vacaciones de primavera MLW donde derrotó a Lance Anoai. Luego derrotó a Fred Yehi y Montel Vontavious Porteren los próximos dos eventos de Joe. Luego se enfrentó a Joey Ryan en el episodio del 29 de julio de MLW Fusion para ganar el vacante Campeonato de peso medio de MLW . Él Ryan afrontado entonces otra vez en el 21 de septiembre de 2018 edición de Fusión, en un combate mixto donde él acompañó con Aria Blake derrotando a Joey Ryan y Taya Valkyrie. El 25 de noviembre de 2018, Friedman reveló que había sufrido una fractura de codo con un tiempo de recuperación de 4 a 6 semanas. Más tarde, MLW anunció que el título de peso mediano se había despojado de Friedman debido a que no se eliminó a tiempo para su defensa del título programada en el episodio de Fusion en vivo de MLW el 14 de diciembre. En MLW SuperFight el 2 de febrero de 2019, MJF desafió al nuevo campeón, Teddy Hart, a un partido para el Middleweight Campeonato en un episodio más tardío de MLW Fusión.
A principios de enero de 2020, MJF anunció su salida de MLW.

### All Elite Wrestling (2019-presente)

#### Racha invicta (2019–2020)
El 7 de enero de 2019, Friedman anunció que se uniría a All Elite Wrestling (AEW). El 25 de mayo, MJF debutó en el inaugural evento de Double or Nothing en el pre-show en el Casino Battle Royale por una oportunidad por el Campeonato Mundial de AEW donde fue eliminado y ganado por Hangman Page. El 29 de junio, MJF apareció en Fyter Fest cayendo derrotado ante Hangman Page en un Fatal 4-Way Match en donde también incluía a Jungle Boy y Jimmy Havoc. El 13 de julio, MJF apareció en el evento de Fight for the Fallen haciendo equipo con Sammy Guevara y Shawn Spears quienes derrotaron a Darby Allin, Jimmy Havoc & Joey Janela.
El 2 de octubre de 2019 en el primer episodio de AEW Dynamite, Friedman derrotó a Brandon Cutler por sumisión. La semana siguiente, Friedman intervino en el ataque de su mejor amigo Cody Rhodes por The Inner Circle, burlándose de que se uniría al stable. Mantuvo su lealtad a Cody, atacando a Ortiz & Santana con una silla de acero. En Full Gear, MJF acompañó a Cody en su lucha por el Campeonato Mundial de AEW contra Chris Jericho. Cody perdió el lucha cuando MJF tiró la toalla cuando estaba en espera de sumisión y, como resultado, Cody nunca volvería a competir por el Campeonato Mundial de AEW. Tras la lucha, MJF cambió a heel hacia Cody pateándolo en la ingle y, mientras se alejaba, un fan le arrojó una bebida. Poco después, MJF encontraría un guardaespaldas con el debutante Wardlow. El 20 de noviembre en el episodio de Dynamite, MJF y Adam Page serían los dos últimos participantes en la inaugural Dynamite Dozen Battle Royale. Los dos se encontrarían en una lucha individual en la siguiente de Dynamite, que MJF ganaría. Luego se le otorgó un anillo de diamantes como premio por derrotar a Page.
MJF reavivaría su rivalidad con Cody y establecería 3 estipulaciones que Cody debe seguir para ganar un combate contra él en Revolution, que incluía no tocar a MJF hasta que sucediera el combate, enfrentar a Wardlow en un combate de jaula de acero y recibir diez latigazos de MJF en televisión en vivo. El 5 de febrero de 2020 en el episodio de Dynamite, Cody tomó los diez latigazos de MJF, incluido uno de Wardlow. Cody luego venció a Wardlow en el primer combate en jaula de acero en la historia de AEW en el episodio del 19 de febrero de Dynamite para hacer oficial el combate contra MJF en Revolution. El 29 de febrero en dicho evento, MJF derrotaría a Cody por pinfall después de golpearlo en la cara con el Dynamite Diamond Ring. MJF entraría en una rivalidad con Jungle Boy después de derrotarlo con un roll-up mientras sostenía sus mallas. El 27 de mayo en Dynamite, MJF competiría sin éxito en una batalla real para enfrentarse a Cody por el Campeonato TNT de AEW, siendo eliminado por Jungle Boy.

#### The Pinnacle (2021–2022)
El 10 de marzo de 2021, se separó del grupo liderado por Jericho, The Inner Circle y atacándolos a todos a discreción con las ayudas de Tully Blanchard y su grupo FTR, Wardlow, Shawn Spears para una semana después del ataque, formar su grupo, llamado The Pinnacle. En Double or Nothing el 30 de mayo, The Pinnacle perdió ante The Inner Circle en un Stadium Stampede match. En All Out el 5 de septiembre, MJF se enfrentó una vez más a Jericho, con la carrera de este en juego. Después de una falsa victoria de MJF, en la que la árbitro Aubrey Edwards realizó el pinfall para MJF pero no vio el pie de Jericho colocado en la cuerda, el combate se reanudó y Jericho le obligó a someterse a los Walls of Jericho, perdiendo por primera vez ante él.

## Vida personal
Desde mediados de 2020, Friedman estuvo saliendo con su novia Naomi Rosenblum, una artista plástica, el cual en sus redes sociales, el 15 de septiembre de 2022, se comprometieron en matrimonio. pero se separaron en febrero de 2023. Actualmente tiene una relación con la youtuber y periodista canadiense Alicia Atout.
Es fanático de los equipos deportivos de su ciudad natal; siendo los New York Giants (fútbol americano), los New York Mets (béisbol) y los New York Islanders (hockey sobre hielo).

## Campeonatos y logros
- AAW: Professional Wrestling Redefined
  - AAW Heritage Championship (1 vez)

- All Elite Wrestling
  - AEW World Championship (1 vez)
  - AEW International Championship (1 vez)
  - AEW Dynamite Diamond Ring (2019, 2020, 2021, 2022, 2023 & 2024)
  - Men's Casino Ladder Match (2022)
  - Blind Eliminator Tag Team Tournament (2023) – con Adam Cole
  - Dynamite Award (1 vez)
    - Best Mic Duel (2022) - MJF and CM Punk on Thanksgiving Eve

- Alpha-1 Wrestling
  - A1 Outer Limits Championship (1 vez)

- CBS Sports
  - Rookie of the Year (2019)

- Combat Zone Wrestling
  - CZW World Heavyweight Championship (1 vez)
  - CZW Wired Championship (2 veces)
- Consejo Mundial de Lucha Libre
  - Campeonato Mundial de Peso Semicompleto del CMLL (1 vez, actual)

- Dramatic Dream Team
  - Ironman Heavymetalweight Championship (1 vez)

- ESPN
  - Promo Artist of the Year (2022)

- Inspire Pro Wrestling
  - Inspire Pro Wrestling Pure Prestige Championship (1 vez)

- LDN Wrestling
  - LDN Capital Wrestling Championship (2 veces)

- Limitless Wrestling
  - Limitless Wrestlinpg World Championship (1 vez)

- Major League Wrestling
  - MLW World Middleweight Championship (1 vez e inaugural)
  - MLW World Tag Team Championship (1 vez) – con Richard Holliday

- Maryland Championship Wrestling
  - MCW Rage Television Championship (1 vez)

- New York Post
  - Promo of the Year (2022) – "Pipebomb" promo

- Ring of Honor
  - ROH World Tag Team Championship (1 vez) – con Adam Cole

- Rockstar Pro Wrestling
  - American Luchacore Championship (1 vez)

- WrestlePro
  - WrestlePro Tag Team Championship (1 vez) – con Valerio Lamorte

- Xcite Wrestling
  - Xcite International Championship (1 vez)

- Pro Wrestling Illustrated
  - Feudo del año (2022) vs. CM Punk
  - Luchador más odiado del año (2021)
  - Luchador más odiado del año (2022)
  - Clasificado en el puesto n.º 384 en los PWI 500 de 2017[21]
  - Clasificado en el puesto n.º 352 en los PWI 500 de 2018[22]
  - Clasificado en el puesto n.º 135 en los PWI 500 de 2019[23]
  - Clasificado en el puesto n.º 22 en los PWI 500 de 2020[24]
  - Clasificado en el puesto n.º 26 en los PWI 500 de 2021[25]
  - Clasificado en el puesto n.º 16 en los PWI 500 de 2022[26]
  - Clasificado en el puesto n.º 6 en los PWI 500 de 2023[27]
  - Clasificado en el puesto n.º 7 en los PWI 500 de 2024[28]

- Wrestling Observer Newsletter
  - WON Mejor en entrevistas (2021, 2022)
  - WON Luchador más carismático (2020, 2022)
  - 5.75 estrellas (2023) vs. Bryan Danielson en Revolution el 5 de marzo
  - 5.75 estrellas (2024) VS. Will Ospreay.en Dynamite el 17 de julio
  - 5 estrellas (2024) vs. Will Ospreay    en All In el 25 de agosto

- Otros Premios
  - Best Performance (2020) – por su interpretación de "Me and My Shadow" con Chris Jericho (premiado por Wesley Morris de The New York Times).